# Épretot
Épretot – miejscowość i gmina we Francji, w regionie Normandia, w departamencie Sekwana Nadmorska.
Według danych na rok 1990 gminę zamieszkiwały 503 osoby, a gęstość zaludnienia wynosiła 74 osoby/km² (wśród 1421 gmin Górnej Normandii Épretot plasuje się na 453. miejscu pod względem liczby ludności, natomiast pod względem powierzchni na miejscu 547.).